# Александър Скрябин
Алекса̀ндър Никола̀евич Скря̀бин (на руски: Алекса́ндр Никола́евич Скря́бин, [ɐlʲɪˈksandr nʲɪkəˈɫaɪvʲɪtɕ ˈskrʲæbʲɪn]; 6 януари 1872 – 27 април 1915) е руски композитор, пианист, педагог и философ. Скрябин е един от най-големите представители на художествената музикална култура от края на XIX и началото на XX век. Талантливият руски композитор и пианист е роден през 1872 г. в Москва. Също там завършва Московската консерватория, където по-късно става професор по пиано.

## Биография
Скрябин произхожда от старинно дворянско семейство. Майка му е талантлива пианистка, която обаче умира твърде рано. Малкият Александър е отгледан от баба си и леля си. В тази стерилна обстановка става много изнежен и чувствителен. Негов баща е дипломатът Николай Скрябин, руски вицеконсул в Битоля (1882 – 1889). Той се интересува от източни култури, често пътува и рядко вижда сина си. Лелята на Скрябин от малък го учи да свири на пиано. По-късно се запознава с Артур Рубинщайн. По настояване на бащата е пратен в т.нар. Московски кадетски корпус, където се изявява като добър музикант. През 1883 г. постъпва в Московската консерватория и учи композиция и теория на музиката при Танеев и Конюс. През 1892 г. завършва със златен медал по пиано, но се отказва от диплом по композиция. В края на XIX и началото на XX век е кулминацията на неговата пианистична кариера.
През първия период от творчеството си Скрябин пише много миниатюри – валсове, мазурки, прелюди, повлиян от Шопен и симфонични произведения, повлиян от Вагнер и Лист. Пише също I соната, II соната – Фантазия и III соната за пиано. През втория период от творческия (1897 – 1905) си път пише I симфония в 6 части със солисти и хор, II симфония и III симфония – „Божествена поема“.
Скрябин има философско обоснование за произведенията си. Смятал е, че вътрешно е трябвало да изстрада творбите си преди да ги пише. През третия период от творчеството си (1905 – 1910) той създава най-стойностните си и новаторски произведения „Поема на екстаза“ и „Поема на огъня“ – „Прометей“.
Суфизмът е част от исляма, подобно на очистването и успокояването в християнството. Скрябин е привлечен от идеите на Инаят Хан – най-големия суфист тогава, който пише „Мистицизмът на звука“, където твърди, че звукът има собствена, автономна, пречистваща сила. По този повод Скрябин започва да замисля нещо грандиозно – най-голямата „Мистерия“, след чието изпълнение е смятал, че светът ще се промени. Има само нахвърляни скици към нея.
Скрябин има заслуги за клавирната музика, утвърждава нов жанр – клавирната поема. Негови такива поеми са „Маска“, „Странност“, „Трагична“, „Сатанинска“ и др. Повече търси и твори в жанрове като етюд и прелюд, които не са обвързани с точна музикална форма. Прави собствена музикална система, в основата, на която са увеличената кварта и „прометеевият акорд“.
Интересува се много от техниката. Има запазени скици на специален клавирен инструмент, чрез натиска, на чиито клавиши се прожектират цветове на екран. Тези идеи до известна степен са начало на електронната музика и светлинните ефекти.
Умира много нелепо за стерилната обстановка, в която живее – от сепсис, резултат от разчовъркан фурункул на горната устна.
Скрябин може да бъде сравнен с Густав Малер заради свободната оркестрова полифония. Характерно е и преекспонирането на всички емоции, което все повече се задълбочава в късните му произведения, също и свободата във формата.

## Творчество
Творчеството на Александър Скрябин е представено предимно от клавирни и симфонични жанрове. През 90-те години на XIX век той създава прелюдии, мазурки, етюди, експромпти, сонати за пиано (1 – 3) и концерт за пиано с оркестър. В началото на XX век създава 3 симфонии, сонати (4 – 10) и клавирни поеми – в това число „Трагическата“, „Сатанинската“, „Към пламъка“, а също така симфонични произведения, като „Поема за екстаза“ (1907) и „Прометей“. „Поема за огъня“ от 1910 година е съчинение, което композиторът оформя поетапно и в по-късни периоди на творчеството си.
В „Поема на екстаза“ се сливат много форми. Тя е в C dur и според автора е тонална. Първоначално е замислена като IV симфония, която Скрябин по-късно оформя, като симфонична поема, но повече прилича на първа част от симфония в сонатна форма, своеобразно изтълкувана от композитора. В нея има резки контрасти и огромна звукова мощ. Въпреки привидната импровизационност Скрябин изчислява всичко предварително.
„Поема на огъня“ – „Прометей“ е изградена на 6-звучие. Особеното в партитурата е, че авторът поставя „светлина“ като първи инструмент, която диригентите интерпретират по желание. В нея има елементи на серийна техника и додекафония. Скрябин твърди, че е в сонатна форма. Във финала има хор пеещ на вокал.
В клавирните произведения на Александър Скрябин се усеща влиянието на Фредерик Шопен, а в симфоничните му творби може да се забележи типичната за Вагнер оркестрация.
Музиката на Скрябин отразява бунтарския дух на своето време, като предчувствие за революционните промени. В нея са обединени волевия порив, напрегнатата динамична експресивност, героическо ликуване, особен „полет“ и изтънчена одухотворена лирика. В творчеството си Скрябин преодолява идеологическата противоречивост, типична за неговите теоретични философски концепции. Около 1900 г. той става член на Московското Философско общество и застава зад субективно-идеалистична позиция.
Произведенията на Скрябин, въплъщаващи идеята за екстаза и дръзновението, насочено към неведомите космически сили на изкуството (венецът на такива творения според Скрябин трябва да бъде „Мистерията“, в която се обединяват всички видове изкуства – музика, поезия, танц, архитектура и също така светлина) се отличават с голяма степен на художествено обобщение и сила на емоционално въздействие.
Композиторът своеобразно съчетава постромантическите традиции (въплътени в образите на идеалната мечта, избухливия, несдържан характер на изказване, привличане към идеята за синтез между изкуствата, в предпочитаните форми – поеми и прелюдии), с явленията на музикалния импресионизъм (тънък звуков колорит) и символизъм (образи-символи: темите за „волята“, „самоутвърждаването“, „борбата“ и „мечтите“), а също така и експресионизъм.
Скрябин е ярък новатор в областта на музикалните средства на изразителност и по отношение на жанровете. Характерно за късните произведения на композитора е „доминантната хармония“ в хармоническата му организация, а най-ясно това проличава в неговия прометеевски тип акорд. За първи път той въвежда в музикалната практика специална партия за светлината („Прометей“), което се свързва с използването на „цветен слух“.
Творчеството на Скрябин оказва съществено въздействие върху клавирната и симфонична музика на XX век, оказва влияние и на Сергей Рахманинов. Идеите за синтеза на музиката и светлината търпят развитие.
През 1922 г. в помещението на последната му квартира в Москва се създава музей.

## Основни произведения
- Симфониите в Ми-мажор (с известния хоров финал „Към изкуството“) и До-минор
- Концерт за пиано
- поеми за пиано – „Трагична“, „Сатанинска“, „Към пламъка“
- симфонични произведения – „Поема за екстаза“ и „Прометей“
- произведения за пиано – мазурки, прелюдии, ноктюрни, експромпти, сонати за пиано